# Phyllonorycter madagascariensis
Phyllonorycter madagascariensis là một loài bướm đêm thuộc họ Gracillariidae. Nó được tìm thấy ở Madagascar.
Ấu trùng ăn Dombeya spectabilis. Chúng có thể ăn lá nơi chúng làm tổ.